# Turid Haaland
Turid Haaland, född 24 augusti 1908 i Oslo, död där 12 oktober 1979, var en norsk skådespelare. Hon var dotter till skådespelarna Ingjald och Mally Haaland.
Haaland var engagerad vid Det Nye Teater och gjorde sin scendebut 1926. Hon var aktiv vid samma teater till och med 1970-talet.
Vid sidan av teatern var Haaland aktiv som filmskådespelare. Hon debuterade 1938 i Det drønner gjennom dalen. Hon var huvudsakligen aktiv på 1950-talet och medverkade i många av Arne Skouens filmer. Hon gjorde också rösten till Karius i filmen om Karius och Baktus (1954).

## Filmografi
- 1938 – Det drønner gjennom dalen
- 1939 – Familien på Borgan
- 1941 – Den kärleken, den kärleken!
- 1943 – Vigdis
- 1949 – Gatpojkar
- 1950 – To mistenkelige personer
- 1951 – Kranes konditori
- 1952 – Nödlandning
- 1954 – Cirkus Fandango
- 1954 – Aldri annet enn bråk
- 1954 – Karius och Baktus (röst, kortfilm)
- 1955 – Polisen efterlyser
- 1955 – Arthurs forbrytelse
- 1956 – Kvinnens plass
- 1956 – Gylne ungdom
- 1957 – Slalåm under himmelen
- 1957 – På slaget åtte
- 1958 – Pastor Jarman kommer hjem
- 1958 – Bustenskjold
- 1975 – Fru Inger til Østråt
- 1975 – Glade vrinsk